# De Donato
De Donato già Leonardo Da Vinci è stata una casa editrice italiana, con sede a Bari e con ufficio redazionale a Milano.

## Storia
Fondata con la denominazione di Leonardo Da Vinci nel 1947 da Diego De Donato, nella seconda metà degli anni sessanta assunse il nome del fondatore.
Pubblicò opere di diritto, filosofia, geografia, libri di viaggio, politica sindacale, storia; tra le collane, Atti e dissensi, Scrittori d'Oriente, diretta da Giuseppe Tucci, e Rapporti di letteratura italiana e straniera.
Tra gli autori pubblicati annoverò: Bruno Caruso, Viktor Sklovskij, Pietro Barcellona, Franco Cassano, Noam Chomsky, Arcangelo Leone de Castris, Franco De Felice, Giancarlo De Carlo, Franco Fortini, Romano Luperini, Fosco Maraini, Rossana Rossanda, Giorgio Zampa, Folco Quilici, Ettore Luzzatto, Giuseppe Vacca.
Alla De Donato si deve la prima edizione in italiano, nel marzo 1967, de Il maestro e Margherita di Michail Bulgakov, opera segnalata alla traduttrice Marija Olsufieva dal germanista Giorgio Zampa.